# Kamrad
Tim Kamrad, poklicno znan kot Kamrad, nemški pevec in besedilopisec, * 10. april 1997, Wuppertal, Nemčija

## Kariera
Kamrad je odraščal v mestu Langenbergu v okrožju Velbert. Sodeloval je v šolskem pevskem zboru, kjer se je navdušil za petje in igranje kitare. Dne 7. oktobra 2016 izdal svoj prvi singel »Changes«.
Novembra 2016 se je Tim Kamrad pojavil v odtvoritvenem programu skupine Lions Head na turneji See You Tour Part II po Nemčiji in Avstriji. Nastopil je tudi 15. decembra 2016 v Kölnu kot pred izvajalec skupine ABC. Dne 24. februarja 2017 je izšel Kamradov EP Changes. Konec leta 2017 je nastopila kot pred izvajalec nemški pevki Lotte. Leta 2018 je podprl Sunrise Avenue na njihovi turneji Heartbreak Century. Leta 2018 je izdal debitantski album Down & Up. Po izdaji albuma Not Good At Playing Love Songs leta 2023, je Kamrad pridobil še večjo prepoznavnost.
Leta 2024 Kamrad sodeluje kot trener v The Voice of Germany skupaj s Samujem Haberjem, Yvonne Catterfeld in Markom Forsterjem.

## Diskografija

### Studijski album
- »Down & Up« (2018)
- »Not Good At Playing Love Songs« (2023)

### EP
- »Changes« (2017)
- »wanna be friends?« (2024)

### Pesmi
- »Changes« (2016)
- »Return« (2017)
- »Ruin Me« (2017)
- »Words 4 U« (2018)
- »You Don't Owe Me Your Love« (2018)
- »Heartbeat« (2018)
- »On You« (2018)
- »Holdin’ On« (2018)
- »Fight (String Version)« (2019)
- »Closing In« (2019)
- »Outside« (2020)
- »Blame It on the Lights« (2020)
- »Dance with Danger« (2021)
- »Grow« (2021)
- »I Believe« (2022)
- »Better Days« (2022)
- »Feel Alive« (2023)
- »I‘m Done« (2023)
- »You Feel Like Summer« (2023)
- »Never get older« (2023)»I Hope You End Up Alone (With Me)« (2023)
- »So Good« (2024)
- »Friends« (2024)